# Partido de los Trabajadores (Paraguay)
El Partido de los Trabajadores de Paraguay es un partido político de orientación trotskista, fundado el 19 de marzo de 1989. A su congreso fundacional, asistieron 103 dirigentes de los sectores estudiantiles, obreros y campesinos.
El Partido de los Trabajadores (PT) es el sucesor de la Organización Socialista Revolucionaria (OSR), que desde 1984, trabajaba clandestinamente.
El PT nació como una alternativa política para los trabajadores, obreros y campesinos a los antiguos partidos tradicionales de derecha.

## Ideología
El PT se basa principalmente en estos cuatro pilares:
- Revolucionario ya que solamente a través de la Revolución, los trabajadores del mundo entero podrán liberarse.
- Socialista porque desde sus fundación hizo suyo el programa socialista que pone la economía al servicio del pueblo nacionalizando la tierra y la industria.
- Antiimperialista con la creencia que los países más avanzados económicamente sometieron y somenten a los países más pobres, a través del empresas transnacionales, que se adueñan de las tierras, e interfieren en las políticas internas de los países pobres.
- Internacionalista ya que se manifestó siempre solidario con los pueblos oprimidos por el imperialismo, y también porque cree que las masas deben organizarse en partidos revolucionarios para llevar a cabo la Revolución socialista en el mundo entero.

## Estatuto
CAPÍTULO I NOMBRE, DOMICILIO Y LEMA Art. 1. Crease el “PARTIDO DE LOS TRABAJADORES” (PT), con el lema “Por un Paraguay sin explotadores ni explotados”.- Art. 2. El Partido de los Trabajadores establece su sede principal en la ciudad de Asunción y podrá abrir sedes en todas las otras ciudades del país en donde lo considere necesario y conveniente para el desarrollo de la organización. Así mismo, de acuerdo a sus recursos económicos abrirá locales públicos en donde considere necesario y conveniente.- CAPÍTULO II SÍMBOLO DEL PARTIDO Art. 3. La bandera del Partido es de color roja y negra, en las siguientes proporciones: dos tercios de color negro, un tercio de color rojo, en franjas horizontales. En el vértice izquierdo irá estampado un puño en blanco, con la inscripción, en letra negra, en su parte inferior de las iniciales del partido “PT”.- CAPÍTULO III DE LOS FINES Art. 4. El PT actuará en apoyo a los trabajadores, campesinos, estudiantes, intelectuales o el pueblo paraguayo en general, promoviendo la organización democrática de estos sectores, de acuerdo a sus propias decisiones; para la defensa de sus derechos laborales, cívicos y populares.- Art. 5. El PT propiciará que los trabajadores y el pueblo paraguayo se expresen políticamente, participando en las luchas electorales, haciendo parte de las listas que presentemos.- Art. 6. El PT educará a los afiliados y difundirá la doctrina y los principios del partido.- Art. 7. El PT buscará que los trabajadores y el pueblo paraguayo adopten el sistema socialista con democracia.- Art. 8. El PT declara que es absolutamente independiente de todas las organizaciones políticas del país y del exterior, como así mismo es independiente de todos los estados y gobiernos extranjeros.- CAPÍTULO IV DEL FUNCIONAMIENTO Y LA ESTRUCTURA Art. 9. Son miembros del PT todos aquellos ciudadanos / as mayores de 18 años de edad, en pleno ejercicio de sus derechos políticos, quienes libres espontáneamente, previa aceptación del programa y de los estatutos se afilian al mismo.- Art. 10. Para la incorporación se requiere, solicitud formal de afiliación que debe contener: a) Nombre y apellido, fecha de nacimiento, edad, domicilio y nacionalidad.- b) Número de cédula de identidad.- c) Declaración bajo fe de juramento que tal solicitud es suscripta libre y espontáneamente, sin condicionamiento alguno.- d) Impresión dígito pulgar o firma.- Art. 11. La elección de todas las autoridades de los órganos de dirección nacional, departamental o distrital del partido, de la Convención Nacional, del Comité Ejecutivo Nacional, del Tribunal electoral Partidario y de los organismos de base, se realizará por el voto directo, igual y secreto para todos sus afiliados.- Art. 12. El PT adopta el sistema de representación proporcional establecido en el Código Electoral, para la distribución de escaños que garantice la participación de las minorías internas en el gobierno partidario y en los cargos electivos. Art. 13. El PT garantiza la igualdad de todos sus afiliados para elegir y ser elegidos en cargos partidarios o candidaturas propuestas por el partido así como las condiciones para el funcionamiento de corrientes o movimientos internos.- Art. 14. El PT garantizará, a través del Comité Ejecutivo Nacional, la participación y el control por parte de los afiliados, de la administración y fiscalización del patrimonio y contabilidad del partido por medio de los organismos pertinentes conforme a este estatuto, asegurándose la adecuada publicidad interna.- Art. 15. El Comité Ejecutivo Nacional garantizará la habilitación y la permanente actualización del registro de afiliados así como su entrega a los movimientos internos por lo menos treinta días antes de las elecciones.- Art. 16. El PT tendrá la siguiente estructura: Convención Nacional, Comité Ejecutivo Nacional, Organismos de Base, el Tribunal Electoral del Partido, la Comisión de Moral y la Sindicatura.- Art. 17. La Convención Nacional es el órgano supremo y la máxima autoridad del partido, la misma debe reunirse cada dos años y medio en forma ordinaria y, en forma extraordinaria, tantas veces sea necesaria, será convocada por el Comité Ejecutivo Nacional o por solicitud de un tercio de sus afiliados.- Art. 18. La Convención Nacional la integran todos los afiliados electos democráticamente como convencionales por las bases del partido, en la proporción que defina el Comité Ejecutivo Nacional. Se declarará abierta la Convención con la presencia de la mitad más uno del total de los convencionales electos, en su primera convocatoria y con un cuarto del total de los convencionales, en la segunda convocatoria.- Art. 19. La Convención Nacional tomará sus decisiones mediante el mecanismo de la mayoría simple, es decir, la mitad más uno de los votos de los convencionales presentes.- Art. 20. La Convención Nacional tiene facultades para definir la doctrina, los principios, la plataforma electoral y política, para aprobar y modificar los Estatutos del partido.- Art. 21. La Convención Nacional es el organismo de apelación, en última instancia, de todas las decisiones tomadas por el Comité Ejecutivo Nacional y por la Comisión de Moral.- CAPÍTULO V DEL COMITÉ EJECUTIVO NACIONAL Y LOS ORGANISMOS DE BASE Art. 22. Del Comité Ejecutivo Nacional (CEN): a) El CEN es la máxima autoridad del partido, entre Convención y Convención.- b) El CEN está compuesto por 7 miembros titulares y 3 suplentes ocupando los siguientes cargos: Presidente, Vicepresidente, Secretaría de Actas, de Organización, Finanzas, Relaciones y Educación. Podrá funcionar con quorum (cuórum) legal con la mitad más uno de sus componentes.- c) La representación legal del partido ante las autoridades electorales del país la tiene el presidente del partido y en su ausencia el vicepresidente.- d) Las personas electas para los cargos de presidente y de vicepresidente no podrán ser reelectos por más de dos periodos consecutivos.- e) El CEN garantizará las condiciones para la educación cívica permanente de los afiliados al partido.- Art. 23. De los Organismos de base: a) Los organismos de base están compuestos por personas que estando de acuerdo con la doctrina, principios y estatutos, se afilian al partido.- b) En los organismos de base, todos los afiliados tienen pleno derecho a discutir las orientaciones del partido pero también tienen la obligación de aplicar las decisiones el organismo por mayoría.- c) Todo miembro de organismo de base tiene la obligación de difundir los principios y la doctrina del partido, pagar sus cuotas partidarias, asistir puntualmente a las reuniones e implementar la política del partido en los ámbitos sociales en donde le corresponda.- CAPÍTULO VI DE LA SINDICATURA Art. 24. La sindicatura, la componen dos miembros uno titular y uno suplente, serán electos conjuntamente con el Comité Ejecutivo Nacional, y durarán dos años y medio en sus funciones.- Art. 25. Corresponde a la Sindicatura Titular: a) Fiscalizar permanentemente el estado patrimonial y situación jurídica legal del partido y velar por la conducción ética del Comité Ejecutivo Nacional.- b) Presenta su dictamen a la Asamblea General Ordinaria.- c) Convocar a Convención Extraordinaria en los casos de caducidad, desintegración o acefalia.- + Art. 26. Corresponde a la Sindicatura Suplente, colaborar con el titular el cumplimiento de las funciones de fiscalización y reemplazarlo en el caso de renuncia o inhabilidad del mismo.- CAPÍTULO VII DEL TRIBUNAL ELECTORAL PARTIDARIO (TEP) Art. 27. El TEP, será electo conjuntamente con el Comité Ejecutivo Nacional, y durarán dos años y medio en sus funciones.- Art. 28. Estará a su cargo la organización y fiscalización de todos los procesos electorales interno partidarios de acuerdo a lo establecido por las disposiciones normativas electorales vigentes.- Art. 29. Estará a su cargo la proclamación de las autoridades partidarias electas, así como las candidaturas del partido para cargos electivos y para su sustitución en casos de impedimentos sobrevinientes así como los mecanismos de elaboración y aprobación de la plataforma electoral de acuerdo a lo establecido por la justicia lectoral.- Art. 30. El TEP garantizará los mecanismos adecuados para la promoción de la mujer a cargos electivos en un porcentaje no inferior al 20% y el nombramiento de una proporción significativa de ellas en los cargos públicos de decisión. A los efectos de garantizar la participación de la mujer en los cargos colegiados a elegirse, su postulación interna como candidata deberá darse a razón de una candidata mujer por cada 5 lugares en las listas, de suerte que este estamento podrá figurar en cualquier lugar pero a razón de una candidata por cada 3 cargos a elegir.- CAPÍTULO VIII DE LAS NORMAS DE CONDUCTA Y LA COMISIÓN DE MORAL Art. 31. Todos los afiliados están obligados a cumplir estos estatutos, defender los principios partidarios así como las orientaciones que se desprendan de la política del partido.- Art. 32. La Comisión de Moral será Electa conjuntamente con el Comité Ejecutivo Nacional, estará compuesta por 3 miembros del partido y durarán dos años y medio en sus funciones.- Art. 33. La Comisión de Moral tiene la facultad de estudiar todos los casos o actuaciones de los afiliados al partido que transgredan la moral partidaria y recomendar las sanciones al CEN.- DE LAS SANCIONES Art. 34. Las sanciones que pueden imponerse a los afiliados son las siguientes: a) Apercibimiento.- b) suspensión del partido y c) expulsión de acuerdo a la gravedad de la trasgresión. Todas las sanciones son apelables ante la Convención Nacional, y serán impuestas con observancia de las garantías del debido proceso.- CAPÍTULO IX DEL FINANCIAMIENTO Art. 35. El patrimonio del PT está integrado por: a) Los bienes muebles o inmuebles de la organización.- b) Por las donaciones y legados que se hicieren a la organización.- c) Por el ingreso de la cuota y aportes extraordinarios de sus afiliados y simpatizantes.- d) Por los demás recursos de recaudación financiera realizados por el PT.- Art. 36. El monto mínimo de la cuota mensual será fijado por el Comité Ejecutivo Nacional.- Art. 37. El Comité Ejecutivo Nacional es el responsable de controlar cotidianamente la situación financiera y rendir cuenta a la Convención Nacional.- CAPÍTULO X DISPOSICIONES TRANSITORIAS Art. 38. Ante la falta de delegados congresistas electos, en caso de ser necesario, el Comité Ejecutivo Nacional estará facultada para convocar hasta tanto se elija dicha autoridad partidaria, a los congresos ordinario y extraordinario que se requieran, quedando habilitados para el efecto los proponentes que figuran como impulsores del partido.- Art. 39. Por está única vez queda facultada el Comité Ejecutivo Nacional del partido en formación para introducir los cambios necesarios a estos estatutos, sugeridos por la Justicia Electoral y que deberá ser comunicadas a esta por los apoderados designados en la Asamblea Constituyente.- CAPÍTULO XI DISPOSICIONES FINALES Art. 40. El presente Estatuto solo podrá ser reformado por la Convención Nacional del Partido, a través de los procedimientos que este estatuto establece para la toma de decisiones.- Art. 41. En caso de extinción del partido contemplado en el Código Electoral, los bienes del mismo serán destinados a alguna organización gremial, obrera, campesina o barrial.- BASES PROGRAMATICAS E IDEOLÓGICAS DEL PARTIDO DE LOS TRABAJADORES (PT).- (EN FORMACIÓN) El Partido de los Trabajadores (PT) se reclama del Socialismo con democracia, esto quiere decir que los trabajadores, los campesinos, sectores populares y el pueblo paraguayo tengan el derecho a beneficiarse económicamente de los recursos del país y decidir democráticamente su destino.- Con fundamento en el anterior postulado doctrinario e ideológico, el PT promoverá la lucha por los siguientes principios y objetivos programáticos: En lo económico: La nacionalización de los grandes recursos económicos del país, para ponerlos al servicio de los trabajadores y las grandes mayorías del pueblo paraguayo. Es decir poner la economía paraguaya, de acuerdo a un plan democráticamente discutido y aprobado, al servicio de los trabajadores y el pueblo.- Por la defensa y la protección de todos los recursos naturales, como los bosques, las fuentes de energía y los recursos hídricos.- Por una reforma agraria democrática: expropiación de los latifundios y entrega de las tierras a los campesinos pobres y por la asistencia técnica y crediticia que favorezca la producción y el bienestar del campesinado paraguayo.- Por la suspensión del pago de la Deuda Externa por un tiempo de 10 años para poder utilizar esos fondos y destinarlos a cubrir los rubros sociales de salud, educación, tierra y vivienda para los sectores carenciados del país.- Replanteamiento del modelo de estado, orientado hacia la planificación de la economía al servicio de las grandes mayorías.- Reivindicaciones Sociales: El PT propugna el congelamiento de todos los precios de los artículos de primera necesidad, como una manera de proteger el presupuesto familiar de los trabajadores, de los campesinos y en general de la población más pobre.- Impulso permanente de la lucha de los trabajadores por la obtención de un aumento salarial, que recompense todo lo que ha perdido en capacidad adquisitiva el salario en estos últimos años y adquiera así un nivel que le permita cubrir las necesidades más apremiantes.- El PT promoverá la vigencia plena de la seguridad social como uno de los derechos humanos fundamentales del pueblo y propugnará la creación de un sistema nacional de salud que otorgue atención médica gratuita a todos los sectores populares y que este servicio esté garantizado a través del Estado.- Por un plan de viviendas populares para todos los trabajadores de la ciudad y del campo con planes accesibles para las familias de escasos recursos.- Por la estatización del sistema de transporte público para terminar con los abusos de las empresas privadas, en términos del mal servicio y las altas tarifas.- Por un plan de desarrollo que contemple un plan de obras públicas (caminos, puentes, hospitales, escuelas, etc.) que permita garantizar el empleo a toda la población paraguaya en capacidad de trabajar.- En lo político: El PT luchará por la vigencia plena de todas las libertades democráticas y contra todo tipo de proyectos que planteen un retroceso hacia regímenes dictatoriales.- Por la libertad plena de organización (política y gremial) de los sectores más carenciados, como los trabajadores del campo y de la ciudad.- Por la defensa de los derechos de la mujer. Contra la discriminación, opresión y por relaciones con equidad de género.- Por la defensa de los derechos de las minorías.- Por la erradicación de la mafia y a la corrupción enquistada en las instituciones del Estado.- Por la vigencia plena de la justicia y por la erradicación de la impunidad.- Por una Asamblea Nacional Constituyente, soberana y democrática, que reordene todo el país sobre nuevas bases. Soberana, para que pueda instituirse como la máxima autoridad representativa del pueblo y con la potestad de poder establecer un nuevo orden institucional a favor de las grandes mayorías, Democrática, para que brinde la garantía de participación plena de todos los sectores del pueblo interesados en un cambio verdadero.- Solidaridad: El PT se solidarizará con todas las luchas que libren los sectores populares, trabajadores, campesinos, barriales juveniles, indígenas y minorías discriminadas y apoyará sus luchas en la medida de sus posibilidades.- Igualmente el PT será solidario con las luchas que libran los pueblos del mundo y en especial de América Latina en contra del colonialismo, las invasiones y la opresión y explotación en todas sus formas

## Actualidad
Para las Elecciones nacionales de 2008, el PT presentó a candidato para presidente a Julio López, y a Cynthia Fernández como candidata a la vicepresidencia, obteniendo el 0,13% de los votos.